# Hendon
Hendon este o suburbie din cadrul regiunii Londra Mare, Anglia, situată în estul aglomerației londoneze. Dagenham aparține din punct de vedere administrativ de burgul londonez Barnet. 